# 迪亞島

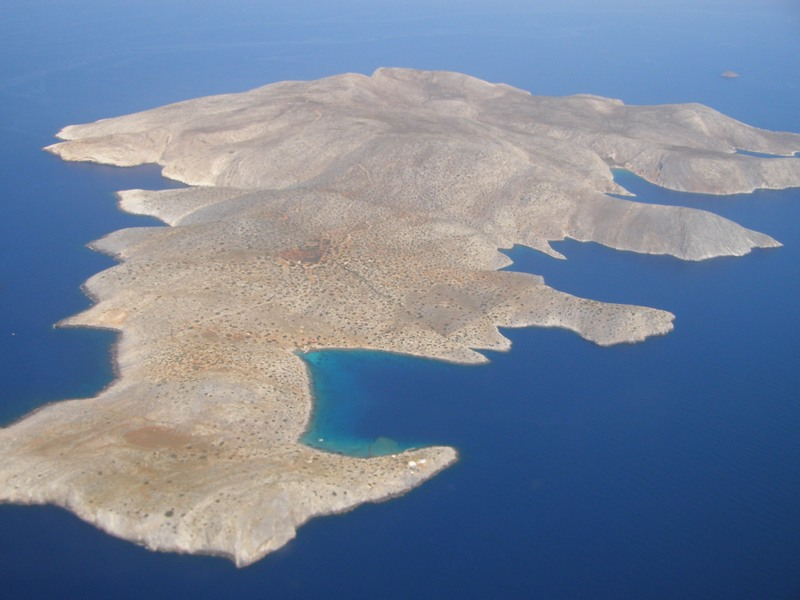

迪亞島是希臘的島嶼，位於克里特島北面的地中海，由伊拉克利翁州負責管轄，長6公里、寬4.5公里，面積11.909平方公里，最高點海拔高度268米，島上無人居住。